# Avionics
Avionics (fra engelsk, en sammentrækning af de to engelske ord aviation electronics. Avionics kaldes også avionik eller flyelektronik) er den elektronik, der findes om bord på en flyvemaskine. Begrebet avionics omfatter tillige elektroniske systemer i satellitter og rumfartøjer. Avionics omfatter systemer til kommunikation, navigation, styring og kontrol af fartøjets systemer og de ofte mange andre øvrige systemer, der er ombord på fartøjet. Dette kan omfatte alt fra eksempelvis en simpel projektør på en politihelikopter til et elektronisk militær kontrol- og varslingssystem ombord på en AWACS-enhed.
Nogle af de første elektroniske systemer, der blev installeret i fly var installation af radio i flyene. Den første brug af radio fandt sted i USA nogle år inden 1. verdenskrig, hvor der blev installeret radiotelegrafi i fly. Disse anlæg krævede et yderligere besætningsmedlem til at betjene telegrafen, der sendte via en morsenøgle. I 1917 udvikledes den første radio, hvor piloten kunne tale samtidig med at piloten fløj flyet.
Herefter er der sket en forøgelse af det elektroniske udstyr, der i dag anvendes som standardudstyr på flyvemaskiner, hvor bl.a. radar, kommunikations- og navigationsudstyr og forskellige overvågningssystemer er standard på de fleste lidt større fly. Udviklingsomkostningerne til avionics udgør i dag en meget væsentlig del af de samlede omkosntinger til udviklingen af flyet. For helikoptere er den væsentligste udviklingsomkostning omkostningerne til elektronikken.

## Notes
1. ↑  "Directing Airplanes by Wireless". Telephony. Chicago, IL: Telephony Publishing Corp. 77 (8): 20. 23. august 1919. Arkiveret fra originalen 1. oktober 2021. Hentet 24. november 2020.
2. ↑  Douglas Nelms (1. april 2006). "Rotor & Wing: Retro Cockpits". Arkiveret fra originalen 17. april 2019. Hentet 17. april 2019.